# Secret Society
Secret Society är ett album som det svenska hårdrocksbandet Europe gav ut den 27 oktober 2006. "Always the Pretenders" blev Europes första och enda singel från skivan. Skivan nådde som bäst en fjärdeplacering på den svenska albumlistan. Secret Society blev kritikerrosad och bland annat Expressen gav skivan betyget 4/5.

## Låtfakta
I "Devil Sings the Blues" hyllar Joey Tempest John Norums förstfödde son som föddes 2006.
"A Mother's Son" är skriven till Ian Hauglands mamma som gick bort kort innan skivan spelades in.
Texten till Always the Pretenders kommer från ett telefonsamtal som Joey Tempest mottog den 11 september 2001.
"Forever Travelling" är inspirerad av det amerikanska bandet Journey.

## Listplaceringar
| Albumlista (2006) | Topplacering |
| ----------------- | ------------ |
| Sverige           | 4            |
| Italien           | 41           |
| Schweiz           | 93           |
| Frankrike         | 193          |

## Låtlista
1. "Secret Society" (Joey Tempest) - 3:37
2. "Always the Pretenders" (Tempest / John Levén) - 3:55
3. "The Getaway Plan" (Tempest / John Norum) - 3:53
4. "Wish I Could Believe" (Tempest / Mic Michaeli) - 3:35
5. "Let the Children Play" (Tempest / Mic Michaeli) - 4:12
6. "Human After All" (Tempest / Norum) - 4:14
7. "Love Is Not the Enemy" (Tempest / John Norum) - 4:19
8. "A Mother's Son" (Tempest) - 4:49
9. "Forever Traveling" (Tempest / Michaeli) - 4:12
10. "Brave and Beautiful Soul" (Tempest) - 3:48
11. "Devil Sings the Blues" (Tempest / Michaeli) - 5:24

## Singlar
- "Always the Pretenders"

## Musiker
- Joey Tempest - sång
- John Norum - gitarr
- John Levén - bas
- Mic Michaeli - klaviatur
- Ian Haugland - trummor

## Turné
Europe gav sig åter igen ut på vägarna efter det varma mottagande som bandet fick efter den tidigare turnén. Man drog igång med en skandinavisk turné i Lund den 26 oktober 2006 och fortsatte med den längsta skandinaviska turnén man gjort sedan under "The Final Countdown World Tour 1986–1987. I början av 2007 var det dags för övriga Europa där 41 spelningar väntade. När bandet var i England blev gruppen inbjuden till att spela fyra låtar live i den klassiska "Abby Road"-studion som för övrigt sändes live i Radio. I Europa avslutades turnén den 24 februari i Linz, Ryssland. Två månader senare i april besökte man Japan för en kortare vistelse.
Bandet fortsatte under 2007–2008 att spela på festivaler. Bl.a. besöktes "Dalhalla" för två gig där man var det första hårdrocksgruppen att framträda genom tiderna.
Den 26 januari 2008 spelade bandet på det anrika "Nalen" i Stockholm för en akustisk sektion. Man passade på att spela in showen för en DVD och live CD.
Total avverkade man över 100 spelningar under denna turné.
Setlist under Secret Soceity:
Secret Society
Always the Pretenders
Superstitious
Seven Doors Hotel
Let the Children Play
The Getaway Plan
Flames
Sign of the Times
Open Your Heart (akustisk)
Carrie (akustisk)
Love Is Not the Enemy
Wings of Tomorrow
Let the Good Times Rock
Ready or Not
Girl From Lebanon
Start from the Dark
Yesterday's News
Rock the Night
Got to Have Faith
Cherokee
The Final Countdown
Efter

### Fotnoter
1. 1 2 3 4  ”Arkiverade kopian”. Arkiverad från originalet den 12 januari 2010. https://web.archive.org/web/20100112042501/http://roger_fed.webs.com/studioalbums.htm. Läst 21 januari 2013.